# Liangshuijing (sockenhuvudort i Kina, Hubei Sheng, lat 29,29, long 109,28)
Liangshuijing (kinesiska: 凉水井, 漫水乡, 漫水) är en sockenhuvudort i Kina. Den ligger i provinsen Hubei, i den centrala delen av landet, omkring 500 kilometer väster om provinshuvudstaden Wuhan. Antalet invånare är 17 365. Befolkningen består av 8 463 kvinnor och 8 902 män. Barn under 15 år utgör 22,0 %, vuxna 15-64 år 70 %, och äldre över 65 år 7,0 %.
Runt Liangshuijing är det ganska tätbefolkat, med 144 invånare per kvadratkilometer. Närmaste större samhälle är Jiusi, 16,3 km norr om Liangshuijing. I omgivningarna runt Liangshuijing växer i huvudsak blandskog.
Genomsnittlig årsnederbörd är 1 681 millimeter. Den regnigaste månaden är maj, med i genomsnitt 292 mm nederbörd, och den torraste är december, med 20 mm nederbörd.